# Arroyo Chico, Mexiko
Arroyo Chico är en ort i Mexiko.   Den ligger i kommunen Altotonga och delstaten Veracruz, i den sydöstra delen av landet, 200 km öster om huvudstaden Mexico City. Arroyo Chico ligger 1 941 meter över havet och antalet invånare är 259.
Terrängen runt Arroyo Chico är lite bergig. Runt Arroyo Chico är det ganska tätbefolkat, med 149 invånare per kvadratkilometer. Närmaste större samhälle är Teziutlan, 12,1 km nordväst om Arroyo Chico. I omgivningarna runt Arroyo Chico växer huvudsakligen savannskog.